# Нипси Хассл
 Эрмиесс Джозеф Асхедом (англ. Ermias Joseph Asghedom; 15 августа 1985, Crenshaw, Калифорния — 31 марта 2019, Лос-Анджелес, Калифорния), более известный под псевдонимом Nipsey Hussle (рус. Ни́пси Хассл) — американский рэпер. Асхедом родился в Лос-Анджелесе, но имеет эритрейское происхождение: его отец эмигрировал в Лос-Анджелес из Эритреи, где он встретился с матерью Hussle, американкой. Nipsey вырос в Лос-Анджелесе, на улицах Слосон (Slauson) и Креншо (Crenshaw), в какой-то момент до начала своей музыкальной карьеры вступив в банду Rollin 60’s Neighborhood Crips.

## Музыкальная карьера
В 2008 Nipsey Hussle выпустил микстейп Bullets Ain’t Got No Names Vol. 1 и Vol. 2. В том же году он был подписан на лейбл Epic Records через Cinematc Music Group. К концу года вышел его дебютный сингл — Hussle In The House.
В 2009 Nipsey Hussle выпустил Bullets Ain’t Got No Names Vol. 3 и сотрудничал с Drake на композицию под названием «Killers». Он также появился на альбоме Malice In Wonderland в треке «Upside Down», а также на официальном ремиксе Dorrough — Ice Cream Paint Job.
В 2010 был выпущен микстейп под названием The Marathon. Это был первый микстейп рэпера в качестве независимого артиста, после рассторжения контракта с лейбл Epic Records.
Также Nipsey Hussle появился на благотворительной песне — We Are the World 25 for Haiti, на обновленной версии сингла Майкла Джексона, вместе со Snoop Dogg, Drake и многими другими.
Nipsey Hussle был помещен на обложку XXL Magazine’s Annual Freshman Ten, с другими, подающими надежды артистами, такими как: Donnis, Jay Rock, Big Sean, J.Cole, & Wiz Khalifa.
В 2011-м вышел очередной микстейп под названием The Marathon Continues. Микстейп включал продюсирование 1500orNothing', THC, Wizzo и Mistah Mota, Le-Lo Lang и других. Среди гостей микстейпа были Дом Кеннеди, YG, Cobby Supreme и Yung Brodee.
В этом же году он записал трек «When Ya On» совместно с техасским рэпером Chamillionaire.
Также сотрудничал с такими знаменитыми исполнителями, как: Rick Ross, Stalley, Young Jeezy, YG, DJ Mustard, Ab-Soul, The Game, Problem, Tyga, Young Thug, Snoop Dogg, Diddy, Dj Khaled.
В 2013 году Nipsey выпустил обширный микстейп Crenshaw, содержавший 21 песню. В сборнике было много совместных композиций, среди исполнителей присутствовали: Cozmo, Rick Ross, Cobby Supreme, Dom Kennedy, J Stone, TeeFlii, Skeme и техасский рэпер Slim Thug.
Этот микстейп Nipsey Hussle сделал и платным, и одновременно бесплатным для скачивания, таким образом Nipsey представил собственную бизнес модель Proud 2 Pay. Пластинка стоила $100. Исполнитель Jay-Z оценил работу Nipsey по достоинству, купив 100 дисков и сделал тем самым хорошую рекламу этому микстейпу. За один день Hussle смог продать 1000 дисков и заработать $100 000  Архивная копия от 25 декабря 2021 на Wayback Machine.
В конце 2014 года выходит очередной микстейп под названием Mailbox Money. Гости: Rick Ross, Buddy, Pacman Da Gunman, K Camp, J Stone, Dom Kennedy, Trae Tha Truth и Vernardo. Позже вышло два бонус-трека: Real Nigga Moves при участии того же Dom Kennedy и трек Choke вместе с Young Thug и Rich Homie Quan.
В феврале 2018 года Nipsey Hussle выпустил свой дебютный альбом Victory Lapen:Victory Lap (Nipsey Hussle album) . Альбом дебютировал на 4 строчке Billboard 200 и заслужил признание критиков. Также получил номинацию Лучший рэп альбом на 61-я Церемония Грэммиen:Victory Lap (Nipsey Hussle album) .
23 июня 2019 года Nipsey Hussle был награжден посмертно «BET Award Humanitarian Award» (Гуманитарной наградой). Премия «BET Awards» вручается телеканалом «Black Entertainment Television». Nipsey Hussle наградили за сделанный им заметный вклад в благотворительность.
26 января 2020 года на 62-й церемонии «Грэмми» стал лауреатом в области «Лучшее рэп-исполнение» с треком «Racks in the Middle» при участии Roddy Ricch & HitBoy.

## Смерть
Эрмиесс Джозеф Асхедом был тяжело ранен десятью выстрелами из пистолета в 15:20 по местному времени 31 марта 2019, когда стоял на автомобильной парковке у собственного магазина The Marathon в Лос-Анджелесе с двумя знакомыми, и спустя пол часа скончался в больнице в возрасте 33 лет. Знакомые музыканта также получили огнестрельные ранения, но остались живы. 2 апреля того же года стрелявший был задержан, им оказался 29-летний Эрик Холдер. Мотивом к совершению убийства репера он назвал возникший бытовой конфликт на почве слухов о том, что Асхедом являлся негласным осведомителем местных правоохранительных органов.
В результате судебного процесса длившегося с 15 июня 2022 года по 22 февраля 2023 года убийца Нипси Хассла — Эрик Холдер был признан виновным в умышленном убийстве одного и покушении на убийство еще двух лиц, повлекшим за собой тяжелый вред здоровью, и приговорен к 60 годам лишения свободы.

## Дискография
Синглы
- Bullets Ain’t Got No Name
- Hussle in The House
- Street Fame (produced by wealthy citizens)
- Rose Clique
- Run A Lap

Микстейпы
- Slauson Boy Vol. 1 2005
- Bullets Ain’t Got No Name, Vol. 1 2008
- Bullets Ain’t Got No Name, Vol. 2 2008
- Bullets Ain’t Got No Name, Vol. 3 2009
- Bullets Ain’t Got No Name, Vol. 3.1 2009
- The Marathon 2010
- The Marathon Continues 2011
- The Marathon Continues: X-Tra Laps 2011
- Crenshaw 2013
- Mailbox Money 2014
- Slauson Boy Vol. 2 2016

Альбомы
- Victory Lap 2018

## Фильмография
В 2007 Nipsey Hussle сыграл небольшую роль Рикки (Ricky) в Bone Thugs-N-Harmony’С — полубиографическом фильме «Я пытался» (I Tried). В 2010 снялся в главной роли фильма «Гнев Кейна» (Wrath of Cain) режиссёра Винга Рэймса.